# イスマーイール・ハーン
ムハンマド・イスマーイール・ハーン (Mohammad Ismael Khan 1946年 - ) は、アフガニスタンの政治家、軍人。
かつてはアフガニスタンのムジャーヒディーン司令官、後にヘラート州知事、閣僚を歴任。「ヘラートのライオン」と渾名された。イスラム協会との関係が深い。タジク人。ファラー州シーンダンド出身。イスマイル・ハーンと表記されることもある。

## ソビエト連邦侵攻への抵抗
1979年3月、アフガニスタン西部の都市ヘラートの陸軍少佐であったイスマーイール・ハーンは、ヘラートの守備隊を率いてロシア人政治顧問に対する反乱を起こした。タラキーの共産主義政権は直ちにこれに反応し、ソ連から提供された弾薬によってヘラート市を徹底的に破壊、1週間足らずで24,000人の民間人を殺傷した。この争乱は全国に拡大し、結果として1979年12月のソ連によるアフガニスタン侵攻の口実を与えることになった。イスマーイール・ハーンは地方に潜伏し、ヘラート市民の広範な支持を得て、反乱軍の組織を開始した。ソ連・アフガン戦争の過程で、ハーンはブルハーヌッディーン・ラッバーニーのイスラム協会の西部方面司令官となり、アフマド・シャー・マスードらと並んでもっとも高名なムジャーヒディーン司令官となった。1992年、ソ連の撤退から2年後、ムジャーヒディーンはヘラートを攻略し、現地部族と野戦指揮官の集会 (ジルガ) によって、イスマーイール・ハーンはヘラートの知事に選出された。

## ターリバーンへの抵抗
1995年、イスマーイール・ハーンはマスードと協力してヘラートをターリバーンから防衛することに成功し、ターリバーンの本拠地カンダハールに攻撃を仕掛けすらした。その後、イスラム協会の友軍だったウズベク人のドスタム将軍がターリバーンに寝返り、ヘラートを攻撃した。イスマーイール・ハーンは8,000人の配下とともにイランに逃れざるを得ず、ヘラートは陥落した。その2年後、ファーリヤーブ州でターリバーンに対する抵抗運動を組織中、イスマーイール・ハーンはかつてのドスタム将軍の属将で、当時タリバンに身を投じていたアブドゥル・マリク将軍に謀られ捕われてしまう。その後、1999年3月に脱獄を果たすまで、彼はカンダハールの監獄に繋がれた。アメリカのアフガニスタン侵攻の間、北部同盟の一員として、イスマーイール・ハーンはターリバーンと戦闘を繰り広げた。2001年11月、部隊はヘラートを奪還し、ハーンはヘラートの知事の座に返り咲いた。

## 内戦から米軍撤退まで
知事としての在任中、ハーンは半ば自立し、ヘラートをまるで個人的なレーエンのように統治した。その結果、中央政府との間に軋轢が高まることになった。とりわけ、イランとトルクメニスタンからの貿易品に課した関税から得られる莫大な歳入を政府に移譲することを、ハーンは頑に拒んだ。この資金はヘラートの戦後復興に充てられただけでなく、ハーンの私兵の整備にも回されていた。アメリカは、カルザイを支援しており、ハーンのイランとの結びつきを懸念して、ハーンの追い落としを提案したと言われる。また、2003年3月には中央政府に伝えずにイランを訪問、ハータミー大統領と会談して復興支援要請を行うなど、独自の外交も展開した。
2004年3月21日、ハーンの息子ミールワイス・サーディク航空・観光大臣がヘラートで国軍司令官の攻撃によって殺害されたことに端を発し、ハーン派私兵と国軍の衝突が勃発、100人以上が死亡する事態に発展した。翌日中央政府は国軍兵600人と内務大臣及び国防大臣を派遣して沈静化につとめたが事態はおさまらず、さらに8月にはハーン派とアマーヌッラー将軍派の衝突で約50人が死亡する事件も発生した。中央政府は遂に2004年9月11日、ハーンをヘラート州知事から解任した。解任に抗議する支持者約800名が国連関係事務所に対し投石、放火等を行い暴徒化し、支持者の中で数名の死傷者が発生した。同年12月、懐柔策によって、ハーンはカルザイ政権に水資源・エネルギー相として入閣した。

### 毀誉褒貶
ハーンには毀誉褒貶が付きまとっている。国境なき記者団は、ハーンが厳しい報道管制を敷き、ジャーナリストを襲撃したと非難している。また、ヒューマン・ライツ・ウォッチもハーンを人権侵害で非難している。
それにも関わらず、ハーンは国内で高い人気を保っている。それには以下のような理由がある。まず、他のムジャーヒディーン司令官と異なり、カーブルで1992年以降に起こったような大規模な虐殺や残虐行為に、ハーンは関与しなかった。また、ハーンの統治の間、ヘラートは国内の他地域に比べて平穏で、経済的な繁栄も果たした。ヘラートは古くから交易で栄えた都市で、アフガニスタンでも豊かな都市として知られている。関税から得た歳入によって、ソ連とターリバーンとの戦闘によるダメージから街は復興した。道路を補修し、学校を再建し、小規模なビジネスにも機会を与え、ハーンはヘラート市民から大きな感謝を受けた。ハーンの人気は、知事解任時に起こった暴動からも確認することができよう。

### ターリバーンによる拘束
2021年7月、イスマイル・ハーンはタリバンによる攻勢から抵抗するため、アフガニスタン軍を支援する数百人の忠誠者をヘラートで動員し、市内にとどまり続けたにもかかわらず、2021年8月13日よりヘラートは制圧された。ハーンはヘリコプターで脱出を試みたが、タリバンに捕らえられ、一時拘束された。
タリバンは直後にハーンと面会し、ハーンとハーンの勢力が自分たちに加わったと主張した。タリバンとの交渉の後、ハーンは住居に戻ることを許された。
タリバンの拘束を離れた後、2021年8月現在、ハーンはイランのマシュハドに住んでいる。ハーンはヘラートがタリバンに占領されたのは陰謀のせいだと述べた。

## 参考資料
1. 1 2 3  山根聡「アフガニスタンの軍閥と中央政権」 鈴木均編『アフガニスタン国家再建への展望』明石書店、2007年
2. ↑  Coll, Steve. Ghost Wars. pg 40. 2004, Penguin Books.
3. 1 2 3  Ismail Khan, Herat, and Iranian Influence by Thomas H. Johnson, Strategic Insights, Volume III, Issue 7 (July 2004)
4. 1 2  Profile: Ismail Khan, BBC News(September 2004)
5. ↑  Why Bush’s Afghanistan problem won’t go away, Seymour M. Hersh, The New Yorker(2004-04-12)
6. ↑  山根聡「アフガニスタンにおける軍閥と中央政権」『アフガニスタン国家再建への展望』鈴木均編、明石書店、2007年、245-246頁
7. ↑  アフガニスタン：ヘラートにおける騒擾事件の発生, 外務省 (September 2004)
8. ↑   http://www.hrea.org/lists/hr-media/markup/msg00103.html
9. ↑  Afghanistan: Torture and Political Repression in Herat, John Sifton(November 5, 2002)
10. ↑  “Ismail Khan mobilises hundreds in Herat to fight Taliban”. www.thenews.com.pk. 2021年8月5日時点のオリジナルよりアーカイブ。2021年8月5日閲覧。
11. 1 2  Tariq Ghazniwal [@TGhazniwal] (13 August 2021). “Short Interview of Warlord #Ismail_Khan after his capturing in #Herat”. X（旧Twitter）より閲覧. {{cite web2}}: Cite webテンプレートでは|access-date=引数が必須です。 (説明)
12. ↑  “タリバンが「ヘラートのライオン」拘束、アフガンの軍閥指導者”.   AFP (2021年8月14日). 2021年8月12日閲覧。
13. ↑  “Taliban captures Afghan commander Ismail Khan after fall of Herat” (英語). (2021年8月13日).  オリジナルの2021年8月13日時点におけるアーカイブ。 2021年8月14日閲覧。
14. ↑  “Taliban captures Afghan commander Ismail Khan after fall of Herat” (英語). (2021年8月13日).  オリジナルの2021年8月13日時点におけるアーカイブ。 2021年8月14日閲覧。
15. ↑  Jaafari, Shirin (2021年8月16日). “Former warlord Ismail Khan led a militia against the Taliban. He spoke to The World days before Afghans lost the fight.”. The World (Cambridge, MA: Public Radio Exchange)